# Peter Grimes

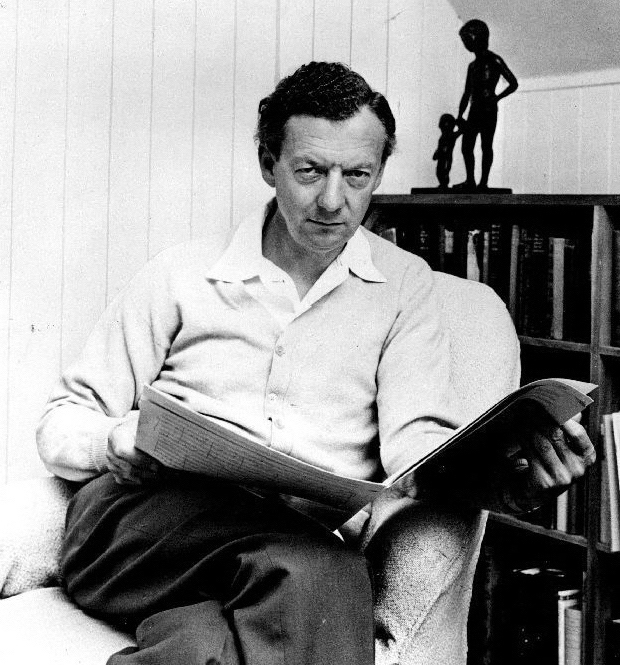
Benjamin Britten em 1968

Peter Grimes é uma ópera de Benjamin Britten, com um libreto adaptado por Montagu Slater do poema narrativo, "Peter Grimes", de George Crabbe . O "bairro" da ópera é uma aldeia fictícia que partilha algumas semelhanças com a casa de Crabbe e de Britten, em Aldeburgh, uma cidade na costa leste da Inglaterra.
Foi levada à cena pela primeira vez no Sadler Wells em Londres, em 7 de junho de 1945, conduzido por Reginald Goodall, e foi a primeira das óperas de Britten a ser um sucesso de público e crítica. Ele ainda é amplamente realizado, tanto no Reino Unido e internacionalmente, e é considerado parte do repertório padrão. Além disso, os quatro interlúdios dos atos foram publicados separadamente (como Op . 33-A) e são frequentemente realizados como uma suíte orquestral. A Passacaglia também foi publicado separadamente (como Op 33b.), e também é frequentemente realizada, em conjunto com os interlúdios ou por si só.

## Composição e história
Em 1941, logo após a primeira apresentação de sua ópera Paul Bunyan, Britten e seu parceiro Peter Pears foram morar em Escondido, Califórnia. Lá eles leram o poema de Crabbe e ficaram encantados com ele. Britten, sendo um nativo de Suffolk, fortemente se identificou com a história trágica do pescador Aldeburgh Peter Grimes.
Esta ópera foi a primeira concebido enquanto Britten estava na Califórnia. Ele disse mais tarde: em um flash, percebi duas coisas:. Que eu devo escrever uma ópera, e onde eu pertencia.
Britten retornou à Inglaterra em abril de 1942. Logo após seu retorno, ele pediu a Montagu Slater para ser o libretista para Peter Grimes. Britten e Pears ambos tinham uma mão elaboração forte da história, e nesse processo o caráter de Grimes se tornou muito mais complexo. Ao invés de ser um claro vilão como na versão de Crabbe, ele se tornou uma vítima de ambos o destino cruel e a sociedade, mantendo aspectos mais sombrios de seu caráter. É deixado para o público decidir qual versão é mais verdadeira, e ver quão as faces claras ou ambíguas de várias personagens.
Peter Pears foi desde o  inicio o escolhido para Peter Grimes, e é provável que Britten escreveu o papel de Ellen Orford para Joan Cruz. O trabalho tem sido chamado de "uma alegoria poderosa da opressão homossexual", e uma das "verdadeiras obras-primas de ópera do século XX".
Enquanto a escrita do libreto avançava, certas versões que mostraram as relações de Grimes com seu aprendiz chegando a pederastia, Slater foi convencido por Pears cortar as estrofes questionáveis na versão final. A ópera foi encomendada pela Koussevitzky Music Foundations  e é  "dedicado à memória de Natalie Koussevitzky", esposa do maestro americano nascido na Rússia, Serge Koussevitzky.

## Histórico de desempenho
Quando Joan Cross, que na época era gerente da Sadler's Wells company, anunciou a sua intenção de reabrir o Sadler's Wells Theatre com Peter Grimes, e com ela e Peter Pears nos papéis principais, houve muitas reclamações de membros da empresa sobre suposto favoritismo e "cacofonia" pela música de Britten. No entanto, quando Peter Grimes inaugurou em junho de 1945, a ópera foi aclamada pelo público e crítica; suas receitas de bilheteria igualou ou ultrapassou os de La bohème e Madame Butterfly, que estavam sendo encenadas simultaneamente pela empresa.
Sua estreia americana ocorreu em 1946 em Tanglewood por um aluno de Koussevitzky, Leonard Bernstein.
Em 1967, a Metropolitan Opera montou uma produção famosa, dirigida por Tyrone Guthrie e estrelado por Jon Vickers no papel de Grimes.
No verão de 2013, o Festival de Aldeburgh encenou uma performance de Peter Grimes em seu ambiente natural, a praia de Aldeburgh, com o tenor Alan Oke no papel-título.

## Papéis
| Role                                         | Extensão vocal   | Elenco da estreia, 7 de Junho de 1945 (Condutor: Reginald Goodall) |
| -------------------------------------------- | ---------------- | ------------------------------------------------------------------ |
| Peter Grimes, o pescador                     | tenor            | Peter Pears                                                        |
| Ellen Orford, uma viúva, professora          | soprano          | Joan Cross                                                         |
| Tia, proprietária do bar                     | contralto        | Edith Coates                                                       |
| Sobrinha 1                                   | soprano          | Blanche Turner                                                     |
| Sobrinha 2                                   | soprano          | Minnia Bower                                                       |
| Balstrode, aposentado comerciante marinheiro | barítono         | Roderick Jones                                                     |
| Sra. (Nabob) Sedley, viúva rentista          | mezzo-soprano    | Valetta Iacopi                                                     |
| Swallow, Advogado                            | baixo            | Owen Brannigan                                                     |
| Ned Keene, boticário                         | baritono         | Edmund Donlevy                                                     |
| Bob Boles, pescador e metodista              | tenor            | Morgan Jones                                                       |
| Rev. Horace Adams, o reitor                  | tenor            | Tom Culbert                                                        |
| Hobson, o transportador                      | bass             | Frank Vaughan                                                      |
| John, aprendiz de Grimes                     | papel silencioso | Leonard Thompson                                                   |

## Enredo

### Prólogo
Uma aldeia costeira de Suffolk, meados do Séc. XIX (a data não é especificada mas, no Acto III, é localizada posteriormente ao poema de Crabbe)
Peter Grimes é questionado em um inquérito sobre a morte no mar de seu aprendiz. O povo da cidade, todos os presentes, deixam claro que pensam que Grimes é o culpado e merecedor da prisão. Embora o médico legista/legal, o Sr. Swallow, tenha determinado a morte do garoto como acidental, e salvado Grimes, sem um julgamento adequado, ele aconselha Grimes a não tomar outro aprendiz -  contra o que Grimes protesta, veementemente. Quando o processo em tribunal termina, Ellen Orford, a professora com quem Grimes deseja casar-se, assim que ele ganhar o respeito de Borough, tenta consolar Grimes, mas ele se enfurece contra o que ele vê como má vontade da comunidade em dar-lhe uma verdadeira segunda chance.

### Ato I
O mesmo, dias mais tarde
Após o primeiro interlúdio orquestral, (na versão de concerto de Four Sea Interludes/Quatro Interlúdios Marinhos intitulada "Dawn"/"Madrugada" o coro, que constitui a comunidade de "Borough", canta sobre o seu cansaço com a rotina diária e a sua relação com o mar e as estações do ano. Grimes pede ajuda para transportar o seu barco para terra, mas é rejeitado pela maioria da comunidade. Mais tarde, Balstrode e o boticário, Ned Keene, ajudam Grimes rodando o cabrestante. Keene diz a Grimes que lhe arranjou um novo aprendiz (chamado John) do reformatório. Ninguém vai voluntariar-se para buscar o menino, até que Ellen se oferece ("Let her among you without fault..."/"Seja ela, de entre vós, sem falha...").
Como se aproxima uma tempestade, a maioria da comunidade - depois de fechar as janelas e lojas - abriga-se no pub. Grimes fica de fora, e é quando, com Balstrode, confessa as suas ambições: fazer fortuna com um "bom partido", comprar uma boa casa e casar-se com Ellen Orford. Balstrode sugere "sem o seu espólio que [Ellen] terá agora", só para provocar Grimes que está furioso: "Não, não por piedade!" Balstrode abandona Grimes na tempestade, e Grimes rumina "Que porto abriga a paz?". A tempestade rompe, então, com um estrondo (segundo interlúdio orquestral).
No pub, as tensões estão crescendo devido, tanto à tempestade, como ao pescador Metodista, Bob Boles, que está ficando cada vez mais bêbado e lascivo após a atração principal do pub, as duas "sobrinhas". Grimes, de repente entra ("Now the Great Bear and Pleiades..."/"Agora o Grande Urso e as Plêiades..."), e a sua aparência selvagem faz quase toda a comunidade ficar com medo e desconfiança de seu "temperamento". Ned Keene quebra a tensão no ar, iniciando uma partida ("Old Joe has gone fishing"/"O velho José foi pescar"). Mesmo quando a rodada atinge um clímax, Ellen chega com o aprendiz, ambos encharcados. Grimes imediatamente leva o aprendiz para a sua cabana, apesar da terrível tempestade.

### Ato II
O mesmo, dias mais tarde
Na manhã de domingo (o terceiro interlúdio orquestral), enquanto a maior parte de Borough está na igreja, Ellen fala com John, o aprendiz. Ela fica horrorizada quando (ela) descobre uma nódoa negra, em/no seu[dele] pescoço. Quando ela confronta Grimes sobre isso, ele bruscamente afirma que foi um acidente. Cada vez mais agitado com as crescentes preocupação e interferência dela, ele ataca Ellen e foge com o menino. Isso não passa despercebido: primeiro Keene, a Tia, e Bob Boles, e em seguida, o coro comenta o que se passou, o que provoca que uma multidão se reúna, para investigar a cabana de Grimes. Enquanto os homens marcham, Ellen, Tia e as sobrinhas, cantam com tristeza acerca da relação das mulheres com os homens.
Na cabana, Grimes, impacientemente, faz com que o sempre silencioso John troque as suas roupas de domingo pelas da engrenagem do pescador e, então, torna-se perdido nas suas lembranças do seu anterior, agora morto, aprendiz revivendo a morte do garoto. Quando ele ouve a multidão de aldeões que se aproximam, ele rapidamente vem de volta à realidade, agitando-se por uma crença paranoica de que John foi "fofocar" com Ellen, assim provocando a "procissão estranha", e ao mesmo tempo se sentindo desafiado. Ele se prepara para entrar no mar, e ele diz a John para ter cuidado e descer o penhasco para seu barco, mas sem sucesso: o menino cai para a sua morte. Quando a multidão chega à cabana de Grimes ele se foi, e não encontram nada fora de ordem, e eles vão embora.

### Ato III
Noite tensa em Borough ("Moonlight" mar interlúdio). Enquanto a dança está acontecendo, Sra. Sedley tenta convencer as autoridades de que Grimes é um assassino, mas sem sucesso. Ellen e Capitão Balstrode falam um no outro: Grimes retornou depois de muitos dias no mar, e Balstrode descobriu uma camisa lavada em terra: a camisa que Ellen reconhece como aquele que ela tinha dado para John. Sra. Sedley ouve isso, e sabendo que Grimes tinha retornado, ela é capaz de instigar outra multidão. Cantando "Him who despises us we'll destroy", os moradores vão em busca de Grimes.
Enquanto o coro pode ser ouvido à procura dele, Grimes aparece no palco, cantando um longo monólogo escassamente acompanhada por gritos do coro fora do palco, e uma buzina de nevoeiro (representado por uma tuba a solo): a morte de John, aparentemente, quebrou a sanidade de Grimes. Ellen e Balstrode o encontram, e o antigo capitão incentiva Grimes para tomar o seu barco para o mar e afundá-lo. Grimes vai embora. Na manhã seguinte, o Borough começa seu dia de novo, como se nada tivesse acontecido. Há um relatório da Guarda Costeira de um navio afundando na costa. A Tia considera isso falso, como sendo "um desses rumores."

## Gravações
| Ano  | Cast: Peter Grimes, Ellen Orford, Balstrode, Auntie                  | Condutor, Opera House e Orquestra                                                                                 | Label                                                               |
| ---- | -------------------------------------------------------------------- | --- | ------------------------------------------------------------------- |
| 1948 | Peter Pears, Joan Cross                                              | Reginald Goodall, Royal Opera House, Covent Garden Orchestra e BBC Theatre Chorus                                 | CD: EMI Classics 64727 Cat: (excerpts)                              |
| 1958 | Peter Pears, Claire Watson, James Pease, Jean Watson                 | Benjamin Britten, Royal Opera House, Covent Garden Orchestra e Chorus, Recorded Walthamstow Assembly Hall, London | London CD: Decca Cat: 414577 (reissued 1990, 2001, 2006)            |
| 1969 | Peter Pears, Heather Harper, Bryan Drake, Michael Rippon             | Benjamin Britten, London Symphony Orchestra, Ambrosian Opera Chorus, Recorded Snape Maltings.                     | BBC Recording DVD: Decca Cat: 074 3261                              |
| 1978 | Jon Vickers, Heather Harper, Jonathan Summers, Elizabeth Bainbridge  | Colin Davis, Royal Opera House, Covent Garden Orchestra e Chorus                                                  | CD: Philips Cat: 462847 (reissued 1999)                             |
| 1981 | Jon Vickers, Heather Harper, Norman Bailey, Elizabeth Bainbridge     | Colin Davis, Royal Opera House, Covent Garden Orchestra e Chorus                                                  | DVD: Kultur Cat: 2255 (released 2003)                               |
| 1984 | Plácido Domingo, Rosalind Plowright, Henry Herford, Ann Murray       | Neville Marriner, Academy of St Martin-in-the-Fields e Ambrosian Opera Chorus                                     | CD: Deutsche Grammophon Cat: 437 563-2                              |
| 1992 | Anthony Rolfe Johnson, Felicity Lott, Thomas Allen, Patricia Payne   | Bernard Haitink, Royal Opera House, Covent Garden Orchestra e Chorus                                              | CD: EMI Classics Cat: 5483222 (reissued 2003, EMI Classics: 915620) |
| 1994 | Philip Langridge, Janice Cairns, Alan Opie, Ann Howard               | David Atherton, English National Opera Orchestra e Chorus                                                         | DVD: Kultur Cat: 2902                                               |
| 1995 | Philip Langridge, Janice Watson, Alan Opie, Ameral Gunson            | Richard Hickox, City of London Sinfonia e London Symphony Orchestra Chorus                                        | CD: Chandos Cat: 9447                                               |
| 2004 | Glenn Winslade, Janice Watson, Anthony Michaels-Moore, Jill Grove    | Colin Davis, London Symphony Orchestra e Chorus                                                                   | CD: LSO Live Cat: 54                                                |
| 2005 | Christopher Ventris, Emily Magee, Alfred Muff, Liliana Nikiteanu     | Franz Welser-Möst, Orchester und Chor der Oper Zürich                                                             | DVD: EMI Classics Cat: 00971                                        |
| 2012 | John Graham-Hall, Susan Gritton, Christopher Purves, Felicity Palmer | Robin Ticciati, Orchestra e Coro del Teatro alla Scala                                                            | DVD: Opus Arte Cat: OA1103D                                         |